# Rochonova prizma
Rochonova prizma je optična prizma, ki spada med polarizacijske optične prizme. V resnici je samo modifikacija Wollastonove prizme.
Imenuje se po  francoskem astronomu, fiziku in popotniku Alexisu Rochonu (1741 – 1817). 

## Zgradbe in delovanje
Podobno kot Wollastonova prizma je tudi Rochonova prizma narejena iz dveh delov, ki sta zlepljena s kanadskim balzamom. Za Rochonovo prizmo je značilno, da redni žarek ne spremeni smeri. Podobna je Senarmontova prizma, ki pa prepušča izredni žarek v nespremenjeni smeri. 

## Uporaba
Uporablja se v optičnih napravah kot polarizator. Pogosteje se uporabljajo drugi polarizatorji in ne Rochonova prizma.